# Великоберезнянская поселковая община
Великоберезнянская поселковая общи́на (укр. Великоберезнянська селищна громада) — территориальная община в Ужгородском районе Закарпатской области Украины.
Административный центр — посёлок Великий Березный.
Население составляет 9 952 человека. Площадь — 111,8 км².

## Населённые пункты
В состав общины входит 1 посёлок (Великий Березный) и 7 сёл: Бегендяцкая Пастиль, Костева Пастиль, Ростоцкая Пастиль, Русский Мочар, Стричава, Княгиня и Забродь.